# Organismo Multilateral de Garantía de Inversiones

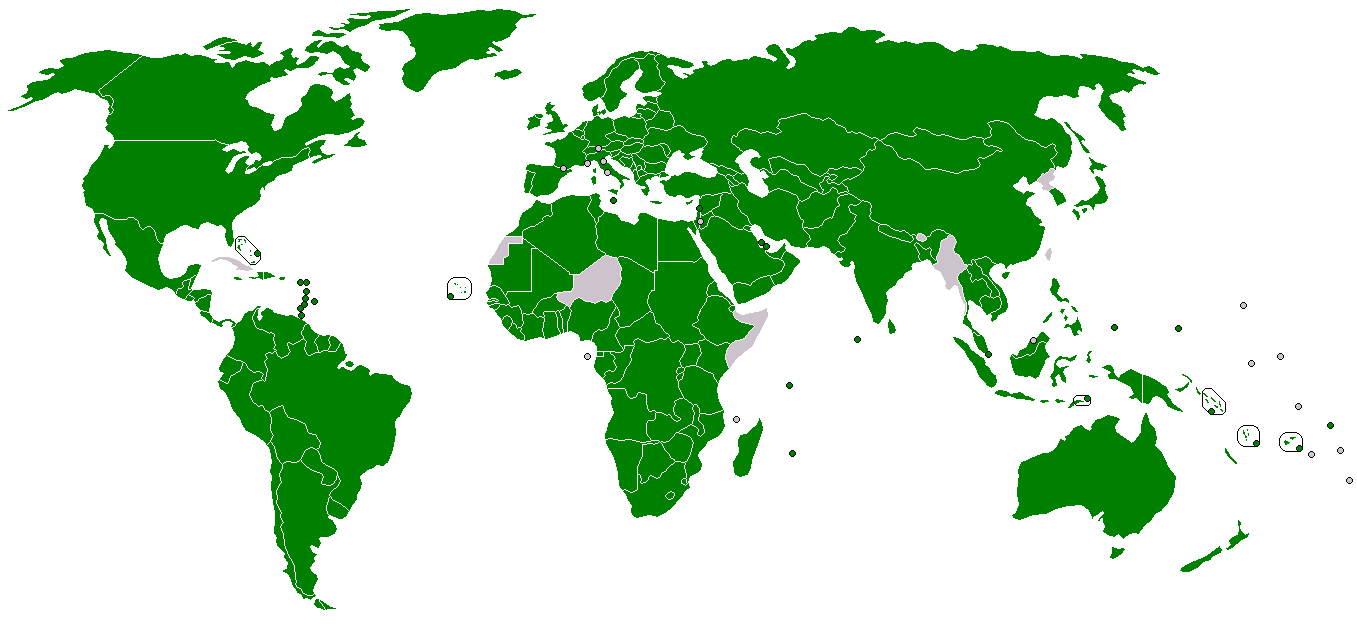
Mapamundi del OMGI por países

El Organismo Multilateral de Garantía de Inversiones (OMGI, en inglés Multilateral Investment Guarantee Agency, MIGA) es un organismo del Banco Mundial creado en 1988, que tiene como meta facilitar la corriente de inversión de capitales privados con fines productivos en países en desarrollo, encargándose de otorgar garantía a los inversionistas contra pérdidas ocasionadas por riesgos no comerciales como expropiación, inconvertibilidad de moneda, transferencias cambiarias, guerra civil o disturbios. Asimismo, proporciona asistencia técnica para ayudar a los países a difundir información sobre oportunidades de inversión.
Tiene 181 países miembros.